# سپاه حفاظت ولی‌امر
سپاه حفاظت ولی‌امر یگان ویژه‌ای از سپاه پاسداران انقلاب اسلامی است، که وظیفه حفاظت فیزیکی از سید علی خامنه‌ای، رهبر جمهوری اسلامی، خانواده او و بیت رهبری را برعهده دارد. سپاه ولی‌امر با آغاز رهبری خامنه‌ای در سال ۱۳۶۸ و تفکیک بخشی از سپاه حفاظت انصارالمهدی تأسیس شد. هم‌اکنون سرتیپ‌دوم پاسدار حسن مشروعی‌فر فرماندهی سپاه حفاظت ولی‌امر را برعهده دارد.

## تاریخچه
در دهه اول انقلاب ۱۳۵۷ تشکیلات حفاظت از سید روح‌الله خمینی، بنیانگذار و رهبر پیشین جمهوری اسلامی، در دفترش مستقر بود و سراج الدین موسوی مسئولیت آن را بر عهده داشت. با آغاز رهبری سید علی خامنه‌ای در سال ۱۳۶۸، سپاه حفاظت ولی‌امر با تفکیک بخشی از سپاه حفاظت انصارالمهدی تأسیس شد. ولی امر از عناوین رهبر جمهوری اسلامی است. از زمانی که خامنه‌ای به مقام رهبری جمهوری اسلامی ایران منصوب شد، هیچ سوءقصد علنی به جان او گزارش نشده‌است. گفته می‌شود که سپاه حفاظت از ولی‌امر برای حفاظت از جان خامنه‌ای و خانواده‌اش، حدود ۱۲ هزار نیرو در اختیار دارد.
نیروهای اولیه این یگان از تیپ ۶۶ هوابرد سپاه و لشکر ۶ ویژه پاسداران تأمین شد که دو نهاد مهم و مسئول در عملیات‌های برون مرزی و چریکی محسوب می‌شدند. در دوران رهبری سید علی خامنه‌ای، مسئولیت ارتباط با سپاه ولی امر بر عهده اصغر حجازی، یکی از مسئولان ارشد دفتر رهبر جمهوری اسلامی بوده‌است.
بر اساس برخی تحلیل‌ها، سپاه انصارالمهدی و حفاظت هواپیمایی و ولی‌امر، تحت نظر حفاظت سپاه اداره می‌شوند ولی برخی تحلیل‌گران عقیده دارند حفاظت سپاه صرفاً کنترل سپاه انصارالمهدی و حفاظت هواپیمایی را بر عهده دارد و سپاه ولی امر مستقل است.

## فرماندهان
اولین فرمانده سپاه ولی‌امر محمدصادق صالحی‌منش بود. صالحی‌منش از سال ۱۳۶۵ دادستان نظامی مناطق جنگی جنوب ایران بود و تا سال ۱۳۷۲ و ورود به وزارت اطلاعات، فرمانده سپاه ولی امر باقی امر ماند.
حسین نجات نیز به مدت ۱۰ سال از سال ۱۳۷۹ تا ۱۳۸۹ فرمانده سپاه ولی امر بود. او بعداً به فرماندهی قرارگاه ثارالله منصوب شد.
پس از حسین نجات و در سال ۱۳۸۹ ابراهیم جباری فرمانده این یگان شد. او پیش از آن سمت‌هایی از جمله فرماندهی سپاه قم و جانشین فرمانده سپاه تهران را بر عهده داشت. او عضو شبکه‌ای از فرماندهان قدرتمند سپاه و نزدیکان مجتبی خامنه‌ای موسوم به حلقه گردان حبیب بوده‌است. او در سال ۱۳۸۸ معاون حسین طائب در نیروی مقاومت بسیج شد.
در تیرماه ۱۴۰۱ و در فاصله کوتاهی پس از عزل حسین طائب از ریاست سازمان اطلاعات سپاه، ابراهیم جباری پس از ۱۲ سال برکنار و حسن مشروعی‌فر جایگزین او شد. ابراهیم جباری از افراد نزدیک به مهدی طائب، برادر حسین طائب، مطرح می‌شود.

## مقر و پایگاه‌ها
مقر اصلی سپاه حفاظت ولی‌امر واقع در مجموعه حفاظتی شهید مطهری واقع در میدان پاستور بود. از سال ۱۳۸۶ کلیه تجهیزات آمادی و پشتیبانی، هم‌چنین مقر نیروهای این یگان، به خیابان نجات‌اللهی منتقل شد. تعداد نیروی سپاه ولی‌امر در حدود ۱۲۰۰۰ نفر تخمین زده می‌شود.